# MedDRA
MedDRA (Медицинский словарь для регуляторной деятельности) — международный словарь нежелательных реакций, возникающих при применении лекарственных препаратов для медицинского применения. Используется уполномоченными органами в сфере регулирования обращения лекарственных средств на протяжении всего жизненного цикла лекарственных препаратов для медицинского применения (то есть до и после регистрации). Лексический механизм используется для ввода данных, выборки, оценки и представления информации. Словарь классификации нежелательных реакций одобрен Международной конференцией по гармонизации технических требований к регистрации лекарственных препаратов для медицинского применения (англ. International Conference on Harmonisation of Technical Requirements for Registration of Pharmaceuticals for Human Use, ICH). MedDRA используется в государствах- и регионах-членах ICH (в том числе в США, Евросоюзе и Японии). Установлено его обязательное использование при составлении периодических обновляемых отчётов по безопасности (англ.  Periodic Safety Update Report, PSUR), обновляемых отчетов по безопасности разрабатываемых препаратов (англ. Development Safety Update Report, DSUR), основной справочной информации по безопасности компании, (англ. Company Core Safety Information, CCSI).
MedDRA управляется MSSO (Организацией по поддержке и ведению (англ. Maintenance and Support Services Organization)), подотчетной Международной федерации фармацевтических производителей и ассоциаций (англ. International Federation of Pharmaceutical Manufacturers and Associations, IFPMA). MedDRA в государствах- и регионах-членах ICH является обязательным форматом отчетности, а также при составлении информации о препарате (раздел «Нежелательные реакции»). В Японии аналог MSSO называется JMO.
Словарь MedDRA организован по затрагиваемым системно-органным классам (System Organ Class, SOC), разделён на групповые термины верхнего уровня (High-Level Group Terms, HLGT), термины верхнего уровня (High-Level Terms, HLT), предпочтительные термины (Prefered Terms, PT) и термины нижнего уровня (Lower-Level Terms, LLT). Словарь содержит также стандартизированные MedDRA-запросы (Standardized MedDRA Queries, SMQs). MedDRA-запросы соотносятся с медицинскими условиями или предметными областями интересов.
Начиная с марта 2019 г. (версия 22.0), MedDRA имеет официальную версию на русском языке.

## Медицинские стандарты
- SNOMED
- UMKB
- UMLS
- HL7